# ポカパーリア
ポカパーリア（伊: Pocapaglia）は、イタリア共和国ピエモンテ州クーネオ県にある、人口約3,300人の基礎自治体（コムーネ）。

## 地理

### 位置・広がり
| 隣接するコムーネは以下の通り。 - ブラ - モンティチェッロ・ダルバ - サンフレ - サンタ・ヴィットーリア・ダルバ - ソンマリーヴァ・ペルノ |

#### 地震分類
イタリアの地震リスク階級 (it) では、4 に分類される
。

## 行政

### 分離集落
ポカパーリアには、以下の分離集落（フラツィオーネ）がある。
- America dei Boschi, Macellai, Saliceto, Tarable